# Trump Gold Card
Um Trump Gold Card é um tipo de título de residência nos Estados Unidos, proposto pelo presidente Donald Trump, que permite a investidores um caminho para a residência e cidadania caso se comprometam a investir pelo menos 5 milhões de dólares em projetos dentro dos EUA.
Uma diferença importante em relação ao programa de visto EB-5, atualmente o caminho disponível para investidores obterem residência nos Estados Unidos e que o Gold Card pretende substituir, é que os portadores do Gold Card não seriam obrigados a pagar imposto de renda federal sobre rendimentos obtidos fora dos EUA. Há questões constitucionais quanto à autoridade do Executivo para implementar esse tipo de mudança nas leis de imigração e tributação sem a aprovação expressa do Congresso dos EUA. Não está claro o que aconteceria com a tributação federal americana sobre a renda estrangeira de um portador do Gold Card caso ele se tornasse cidadão dos EUA.